# Jules Bouis
Jules Bouis, né Dominique François Raymond Jules Bouis le 2 avril 1822 à Perpignan (Pyrénées-Orientales) et mort le 21 octobre 1886 à Paris, est un chimiste français.

## Biographie
Membre de l’Académie nationale de médecine et professeur à l’école de pharmacie, Jules Bouis commença ses études scientifiques à Montpellier ; puis il vint à Paris, où son illustre compatriote François Arago demanda à Jean-Baptiste Dumas de l’admettre dans son laboratoire particulier. De nombreux et intéressants travaux justifièrent bientôt cette faveur, alors si enviée de tous les jeunes chimistes. Les travaux du laboratoire n’absorbaient pas tous les instants de Bouis ; depuis longtemps déjà il appartenait au haut enseignement : répétiteur, puis professeur à l’école centrale des arts et manufactures, il avait été nommé, au concours, agrégé de chimie à l’école supérieure de pharmacie et appelé en 1868 à la chaire de toxicologie de cette école. En 1878, il entra à l’Académie nationale de médecine auprès de laquelle il remplissait, depuis longtemps déjà, les délicates fonctions de chef des travaux chimiques.
Il collabora avec Charles Adolphe Wurtz à la rédaction du Dictionnaire de chimie.
Il a découvert l'acide caprylique.

## Publications
- Jules Bouis, Empoisonnement par les gaz, Mallet-Bachelier, 1859, 94 p. (lire en ligne)
- Charles Adolphe Würtz et Jules Bouis, Dictionnaire de chimie pure et appliquée : comprenant la chimie organique et inorganique, la chimie appliquée à l'industrie, à l'agriculture et aux arts, la chimie analytique, la chimie physique et la minéralogie, vol. 1, Hachette, 1869, 687 p. (lire en ligne)

## Distinctions
Jules Bouis a reçu les distinctions suivantes :
- Ordre de l'Immaculée Conception de Vila Viçosa ;
- 13 août 1865 : Chevalier de l'Ordre national de la Légion d'honneur.